# Natação nos Jogos Pan-Americanos de 2011 - 100 m peito masculino
As competições dos 100 metros peito masculino da natação nos Jogos Pan-Americanos de 2011 foram realizadas no dia 16 de outubro no Centro Aquático Scotiabank, em Guadalajara.

## Medalhistas
| Ouro   | BRA Felipe França |
| Prata  | BRA Felipe Lima   |
| Bronze | USA Marcus Titus  |

## Recordes
Antes desta competição, os recordes mundiais e olímpicos da prova eram os seguintes:
| Tipo                             | Atleta              | Tempo   | Local          | Data                | Ref |
| -------------------------------- | ------------------- | ------- | -------------- | ------------------- | --- |
|                                  | AUS Brenton Rickard | 58s58   | Roma           | 27 de julho de 2009 | ver |
| Recorde dos Jogos Pan-Americanos | USA Mark Gangloff   | 1m00s24 | Rio de Janeiro | 17 de julho de 2007 | ver |

## Resultados

### Eliminatórias
| Pos. | Bateria | Raia | Nadador             | País                      | Tempo   | Obs. |
| ---- | ------- | ---- | ------------------- | ------------------------- | ------- | ---- |
| 1    | 3       | 4    | Felipe França       | BRA Brasil                | 1:00.71 | QA   |
| 2    | 3       | 5    | Marcus Titus        | USA Estados Unidos        | 1:01.28 | QA   |
| 3    | 2       | 4    | Kevin Swander       | USA Estados Unidos        | 1:01.38 | QA   |
| 4    | 1       | 4    | Felipe Lima         | BRA Brasil                | 1:02.24 | QA   |
| 5    | 2       | 5    | Edgar Crespo        | PAN Panamá                | 1:02.29 | QA   |
| 6    | 2       | 6    | Martín Melconián    | URU Uruguai               | 1:03.05 | QA   |
| 7    | 1       | 3    | David Oliver        | MEX México                | 1:03.23 | QA   |
| 8    | 3       | 3    | Jorge Murillo       | COL Colômbia              | 1:03.25 | QA   |
| 9    | 1       | 5    | Warren Barnes       | CAN Canadá                | 1:03.31 | QB   |
| 10   | 3       | 2    | Lucas Peralta       | ARG Argentina             | 1:03.40 | QB   |
| 11   | 2       | 3    | Genaro Prono        | PAR Paraguai              | 1:03.79 | QB   |
| 12   | 3       | 6    | Jacob Armstrong     | CAN Canadá                | 1:04.02 | QB   |
| 13   | 1       | 6    | Rodrigo Frutos      | ARG Argentina             | 1:04.34 | QB   |
| 14   | 3       | 1    | Ezequiel Trujillo   | MEX México                | 1:04.67 | QB   |
| 15   | 1       | 1    | Eladio Carrión      | PUR Porto Rico            | 1:05.36 | QB   |
| 16   | 3       | 8    | Gerardo Huidobro    | PER Peru                  | 1:05.62 | QB   |
| 17   | 2       | 2    | Renato Prono        | PAR Paraguai              | 1:05.72 |      |
| 18   | 2       | 7    | Carlos Claverie     | VEN Venezuela             | 1:05.80 |      |
| 19   | 1       | 7    | Diego Santander     | CHI Chile                 | 1:05.84 |      |
| 20   | 1       | 2    | Juan Alberto Guerra | ESA El Salvador           | 1:06.40 |      |
| 21   | 2       | 1    | Diguan Pigot        | SUR Suriname              | 1:06.54 |      |
| 22   | 2       | 8    | Christian Hernández | CUB Cuba                  | 1:07.49 |      |
| 23   | 3       | 7    | Rodion Davelaar     | AHO Antilhas Neerlandesas | 1:08.07 |      |

### Final B
| Pos. | Raia | Nadador           | País           | Tempo   | Obs. |
| ---- | ---- | ----------------- | -------------- | ------- | ---- |
| 1    | 4    | Warren Barnes     | CAN Canadá     | 1:03.50 |      |
| 2    | 5    | Lucas Peralta     | ARG Argentina  | 1:03.53 |      |
| 3    | 3    | Genaro Prono      | PAR Paraguai   | 1:04.22 |      |
| 4    | 2    | Rodrigo Frutos    | ARG Argentina  | 1:04.23 |      |
| 5    | 6    | Jacob Armstrong   | CAN Canadá     | 1:04.29 |      |
| 6    | 7    | Ezequiel Trujillo | MEX México     | 1:04.50 |      |
| 7    | 1    | Eladio Carrión    | PUR Porto Rico | 1:05.22 |      |
| 8    | 8    | Gerardo Huidobro  | PER Peru       | 1:05.68 |      |

### Final A
| Pos.              | Raia | Nadador          | País               | Tempo   | Obs. |
| ----------------- | ---- | ---------------- | ------------------ | ------- | ---- |
| Medalha de ouro   | 4    | Felipe França    | BRA Brasil         | 1:00.34 |      |
| Medalha de prata  | 6    | Felipe Lima      | BRA Brasil         | 1:00.99 |      |
| Medalha de bronze | 5    | Marcus Titus     | USA Estados Unidos | 1:01.12 |      |
| 4                 | 3    | Kevin Swander    | USA Estados Unidos | 1:01.17 |      |
| 5                 | 2    | Edgar Crespo     | PAN Panamá         | 1:03.08 |      |
| 6                 | 7    | Martín Melconián | URU Uruguai        | 1:03.10 |      |
| 7                 | 8    | Jorge Murillo    | COL Colômbia       | 1:03.11 |      |
| 8                 | 1    | David Oliver     | MEX México         | 1:03.63 |      |

Legenda
| Recorde mundial                  | Recorde mundial (World record)               |                       | Recorde africano                      | Recorde africano (African) |                                           | Q | Classificado por posição (Qualified) |
| Recorde dos Jogos Pan-Americanos | Recorde pan-americano (Pan-American record)  | Recorde da América    | Recorde da América (Americas)         | q                          | Classificado por melhor tempo (Qualified) |   |                                      |
| Melhor marca do ano              | Melhor marca do ano (World leading)          | Recorde asiático      | Recorde asiático (Asian)              | DNS                        | Não largou (Did not start)                |   |                                      |
| Recorde nacional                 | Recorde nacional (National record)           | Recorde europeu       | Recorde europeu (European)            | DNF                        | Não terminou (Did not finish)             |   |                                      |
| Recorde pessoal                  | Recorde pessoal do atleta (Personal best)    | Recorde da Oceania    | Recorde da Oceania (Oceania)          | DSQ / DQ                   | Desclassificado (Disqualified)            |   |                                      |
| Recorde da temporada             | Recorde da temporada do atleta (Season best) | Recorde sul-americano | Recorde sul-americano (South America) | NM                         | Sem marca (No mark)                       |   |                                      |